# 대구남송초등학교
대구남송초등학교(大邱南松初等學校)는 대한민국 대구광역시 달서구에 있는 공립 초등학교이다. 교목은 소나무이며, 교화는 장미이다.

## 연혁
- 1986.03.01. 대구남송초등학교 개교(13학급 4학년, 683명)
- 2004.10.01. 디지털 도서관 개관
- 2006.11.16. 학교 담장 허물기 사업 완료
- 2009.09.30. 학교 건물 리모델링 공사
- 2011.03.01. 시교육청 에너지정책연구학교 지정
- 2011.03.01. 시교육청 영어선도학교 지정
- 2015.11.30. 남부교육지원청 행복공감교육 우수교 선정
- 2024.12.19. 2024 과학경진대회 우수교 표창
- 2024.12.24. 2024학년도 학교폭력예방교육 우수학교 표창(2년 연속)
- 2025.3.1.    18학급 편성(특수학급 신설)